# Ben Kingsley
Sir Ben Kingsley, nato Krishna Pandit Bhanji (in gujarati: કૃષ્ણા પંડિત ભાણજી; Snainton, 31 dicembre 1943), è un attore britannico di origini indiane.
Ha iniziato la sua carriera nel teatro, come membro della Royal Shakespeare Company. Ha raggiunto la notorietà grazie all'interpretazione del Mahatma Gandhi nel film omonimo del 1982, ruolo che gli è valso numerosi premi, tra cui l'Oscar al miglior attore, il BAFTA al miglior attore protagonista e il Golden Globe per il miglior attore in un film drammatico.
È stato candidato altre tre volte all'Oscar, nel 1992 e nel 2002 come miglior attore non protagonista rispettivamente per Bugsy e Sexy Beast - L'ultimo colpo della bestia, e nel 2004 come miglior attore per La casa di sabbia e nebbia. Tra le molte interpretazioni dei suoi oltre cinquant'anni di carriera si ricordano anche quelle in Tradimenti (1983), Schindler's List - La lista di Schindler (1993), La morte e la fanciulla (1994), Slevin - Patto criminale (2006), Shutter Island (2010), Hugo Cabret (2011), Iron Man 3 (2013), Il libro della giungla (2016) e Shang-Chi e la leggenda dei Dieci Anelli (2021).
Nel 2002 gli è stato conferito il cavalierato a Buckingham Palace per i suoi contributi al cinema e al teatro britannico.

## Biografia

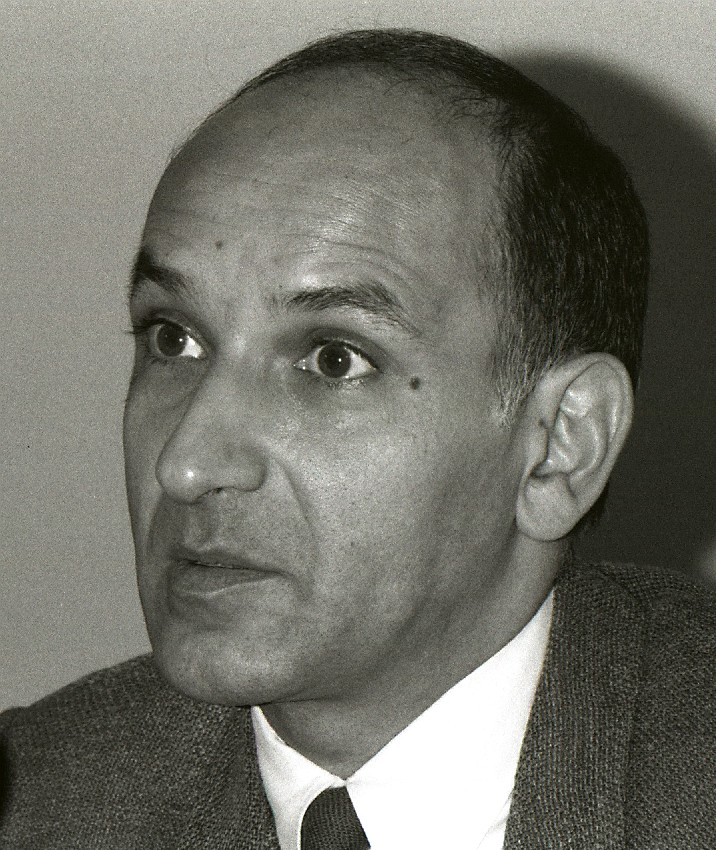
Ben Kingsley durante la promozione di Gandhi (1983)

Kingsley nasce come Krishna Pandit Bhanji il 31 dicembre 1943 a Snainton, nei pressi di Scarborough, North Yorkshire. Suo padre, Rahimtulla Harji Bhanji, è un medico indiano nato nel 1914 in Kenya (dove il nonno, un mercante di spezie, si era trasferito per lavoro), da una famiglia khoja originaria del Gujarat. Sua madre, Anna Lyna Mary Goodman, è un'attrice inglese degli anni venti e trenta, nata fuori dal matrimonio nel 1914 da una commerciante di tessuti inglese e un immigrato ebreo-tedesco proveniente dalla Russia. Il padre morirà nel 1968, la madre nel 2010.
Kingsley cresce a Pendlebury, vicino a Manchester, dove frequenta la Manchester Grammar School; uno dei suoi compagni di classe è il futuro attore Robert Powell. Mentre studia al Pendleton College, Kingsley s'interessa sempre di più al teatro e, all'età di diciannove anni, dopo aver assistito a una rappresentazione del Riccardo III di Shakespeare con protagonista Ian Holm, decide di intraprendere la carriera di attore.
Nel 1967, appena ventenne, fa il suo esordio sul palco a West End all'Aldwych Theatre. Seguendo il consiglio del padre, si rivolge all'anagrafe, temendo che il suo nome straniero potrebbe precludergli una carriera di successo. Ispirandosi al soprannome di suo padre al college, Benji, e a quello di suo nonno come commerciante, King Cloves, cambia il suo nome in Ben Kingsley. Viene notato dal manager e produttore discografico Dick James, che si offre di trasformarlo in una pop star; Kingsley tuttavia si unisce alla Royal Shakespeare Company e nei quindici anni successivi persegue senza interruzioni una carriera teatrale, esordendo a Broadway nel 1971. Nel 1977 viene diretto da Peter Hall nella rappresentazione del Volpone di Ben Jonson al Royal National Theatre, nel ruolo di Mosca. Lo stesso anno, interpreta Demetrio nella pluripremiata rappresentazione di Sogno di una notte di mezza estate diretta da Peter Brook. Nel 1982 interpreta Willy Loman in una produzione australiana di Morte di un commesso viaggiatore, affiancando Mel Gibson.
Parallelamente, Kingsley esordisce in televisione nella seconda metà degli anni sessanta. Uno dei suoi primi ruoli è quello di Ron Jenkins nella soap opera Coronation Street tra il 1966 e il 1967, mentre nel 1972 esordisce sul grande schermo con un ruolo di supporto nel thriller Gli ultimi sei minuti. Negli anni successivi appare in numerose serie televisive, tra cui Crown Court, dove interpreta un avvocato, e The Love School, in cui interpreta il poeta Dante Gabriel Rossetti, e film per la televisione, tra cui Hard Labour di Mike Leigh e A Misfortune di Ken Loach.
Nel 1982, Kingsley interpreta Mohandas Karamchand Gandhi nel film biografico Gandhi, diretto da Richard Attenborough. L'attore ottiene il ruolo superando interpreti ben più noti come Alec Guinness, John Hurt e Dustin Hoffman, e per prepararsi perde diversi chili e legge oltre venti tra i più importanti scritti di Gandhi. Il film risulta uno dei maggiori successi al botteghino dell'anno e vince otto premi Oscar, tra cui quello per il miglior attore, consacrando definitivamente Kingsley. L'attore vince anche un Golden Globe, un BAFTA, un Kansas City Film Critics Circle Award e un National Board of Review Award per la sua interpretazione. Nel 1985, i suoi discorsi in Gandhi vengono premiati con un Grammy Award per il miglior album parlato.
L'anno seguente appare nel film Tradimenti, anch'esso candidato agli Oscar, al fianco di Patricia Hodge e Jeremy Irons. Nel 1985 interpreta il crudele sceicco Selim in Harem di Arthur Joffé. Negli anni seguenti appare in ruoli da protagonista ne L'isola di Pascali e Tartaruga ti amerò, e in un ruolo minore in Maurice di James Ivory, presentato al Festival di Venezia. Nel 1988 recita in due film: nella commedia Senza indizio come Dr. John Watson dell'eccentrico Sherlock Holmes di Michael Caine, e nel biografico Testimony come Dmitrij Šostakovič. In televisione, interpreta il capo dei bolscevichi nella miniserie di Damiano Damiani Il treno di Lenin. Recita anche in due film italiani, Una vita scellerata (1990) di Giacomo Battiato e L'amore necessario (1991) di Fabio Carpi. Nel 1992 la sua performance nei panni del mafioso Meyer Lansky in Bugsy (1991) gli vale una seconda candidatura agli Oscar, stavolta come miglior attore non protagonista, assieme a Harvey Keitel.

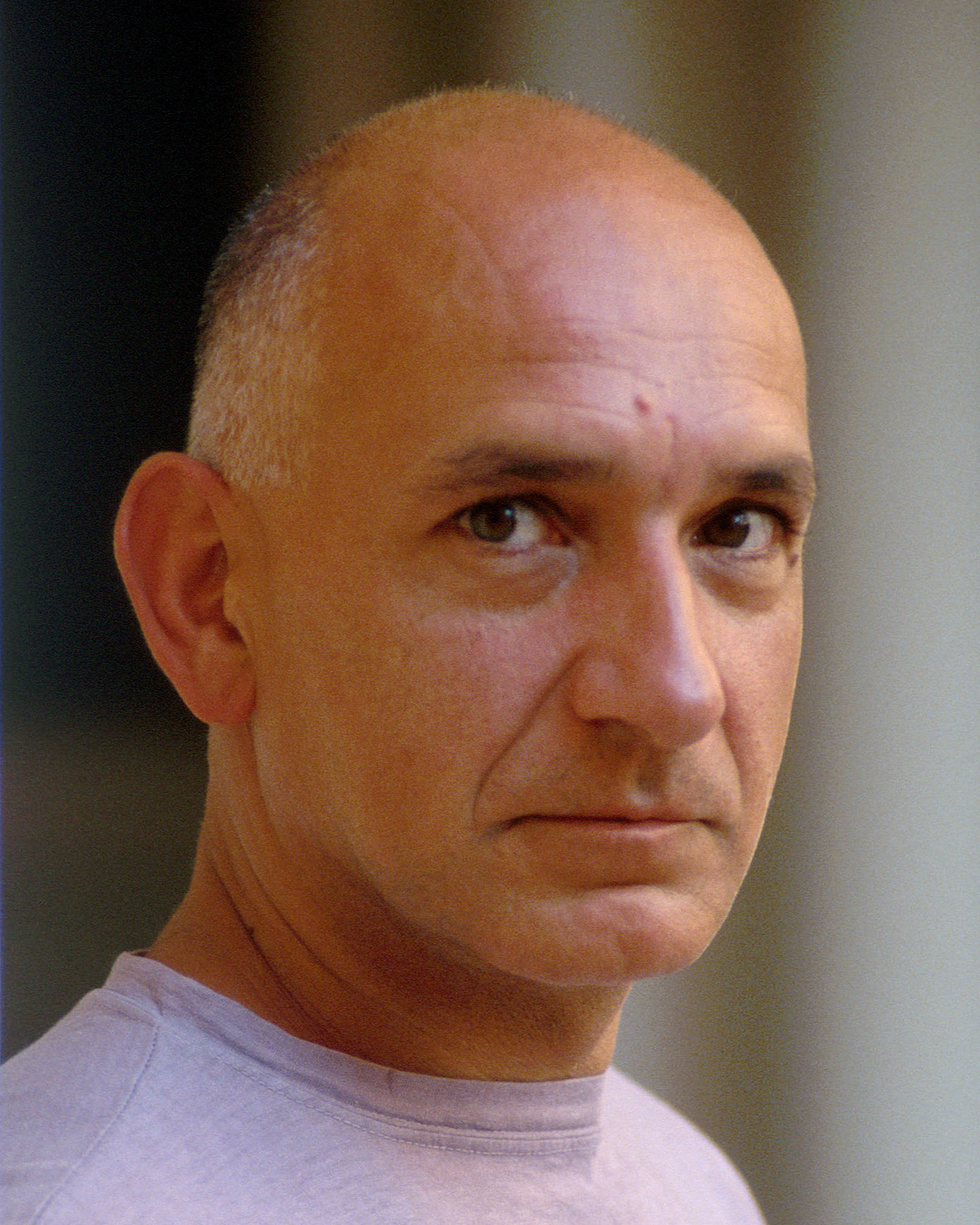
Ben Kingsley alla 47ª Mostra internazionale d'arte cinematografica di Venezia (1990)

La fama ritrovata lo fa apparire in tre film nel 1993: In cerca di Bobby Fischer di Steven Zaillian, in Dave - Presidente per un giorno di Ivan Reitman e nel pluripremiato Schindler's List - La lista di Schindler di Steven Spielberg. Il suo ruolo nel film, quello del banchiere ebreo realmente esistito Itzhak Stern, gli frutta una candidatura i premi BAFTA come miglior attore non protagonista, ed è tutt'oggi uno dei suoi ruoli più noti e apprezzati. L'anno seguente viene diretto da Roman Polański ne La morte e la fanciulla, in cui interpreta il medico e torturatore Roberto Miranda. Nel 1995 recita in Specie mortale, film fantascientifico stroncato dalla critica, ma che guadagna 113 milioni di dollari al botteghino. Nel 1996 interpreta il giullare Feste ne La 12ª notte, mentre nel 1997 recita in The Assignment - L'incarico e in Fotografando i fantasmi e doppia il videogioco Ceremony of Innocence. Nel 1998, è a capo della giuria al Festival di Berlino che assegna l'Orso d'oro a Central do Brasil.
Nel 2000 interpreta lo sboccato criminale Don Logan in Sexy Beast - L'ultimo colpo della bestia; la sua interpretazione è molto apprezzata dalla critica e gli vale una seconda candidatura all'Oscar al miglior attore non protagonista. Viene candidato anche ai Golden Globe, ai Boston Society of Film Critics Awards, ai Satellite Awards, ai Chicago Film Critics Association Awards, ai Los Angeles Film Critics Association Awards, ai New York Film Critics Circle Awards, ai Critics' Choice Awards, ai Screen Actors Guild Awards e agli European Film Awards. Nel 2001 vince un Globo di Cristallo al Festival internazionale del cinema di Karlovy Vary per il suo contributo al cinema mondiale. Lo stesso anno appare nel film Il trionfo dell'amore, prodotto da Bernardo Bertolucci, e interpreta il padre di Anna Frank nella miniserie ABC La storia di Anna Frank. Ottiene la sua quarta candidatura agli Oscar, la seconda nella categoria miglior attore protagonista, per La casa di sabbia e nebbia (2003), dove interpreta il colonnello iraniano Massoud Amir Behrani. Ottiene anche una candidatura ai Golden Globe e agli Independent Spirit Awards.
Nel 2004 recita in Thunderbirds e Suspect Zero, entrambi stroncati dal pubblico e dalla critica. Viene nuovamente diretto da Polanski nell'adattamento cinematografico del 2005 di Oliver Twist, nel ruolo di Fagin. Nel 2006 recita a fianco di Morgan Freeman in Slevin - Patto criminale e viene candidato ai Razzie Awards come peggior attore non protagonista per la sua interpretazione in BloodRayne (2005). Lo stesso anno viene candidato agli Emmy, ai Golden Globe e ai Satellite Awards per la sua interpretazione nel film per la televisione Mrs. Harris, in cui interpreta il cardiologo Herman Tarnower, ucciso dalla sua amante Jean Harris, interpretata da Annette Bening. Sempre in televisione appare in un episodio de I Soprano nei panni di sé stesso. Nel 2007, Kingsley interpreta un assassino polacco nella commedia You Kill Me, venendo candidato ai Satellite Awards come miglior attore in un film commedia o musicale. L'anno seguente, invece, ottiene una "tripla" candidatura ai Razzie come peggior attore non protagonista per le sue interpretazioni in Fa' la cosa sbagliata, War, Inc. e Love Guru.
Nel 2010, Kingsley doppia Sabine nel videogioco targato Lionhead Studios Fable III e recita al fianco di Leonardo DiCaprio in Shutter Island, diretto da Martin Scorsese, e di Jake Gyllenhaal in Prince of Persia - Le sabbie del tempo, trasposizione dell'omonima serie videoludica. Nel 2011 viene diretto nuovamente da Scorsese nel fiabesco Hugo Cabret, dove interpreta una versione fittizia di Georges Méliès. L'anno seguente ritrova Sacha Baron Cohen, con cui aveva collaborato in Hugo Cabret, nel film satirico Il dittatore. Nel 2013 prende parte al film di supereroi Iron Man 3, interpretando il villain Trevor Slattery, e recita in Ender's Game. Nel 2014 interpreta il saggio ebreo Nun nel film biblico Exodus - Dei e re di Ridley Scott e il faraone Merenkahre in Notte al museo - Il segreto del faraone. Sempre nel 2014 Kingsley interpreta per la seconda volta Trevor Slattery nel cortometraggio All Hail the King, ed entra nel cast di celebrità chiamate a doppiare il remake in live action di uno dei più famosi Classici Disney, Il libro della giungla, diretto da Jon Favreau e uscito nel 2016; nel film Kinsgley interpreta il ruolo della pantera nera Bagheera.
Nel 2021 torna nuovamente nel ruolo di Trevor Slattery nel film Shang-Chi e la leggenda dei Dieci Anelli.

## Vita privata
Ben Kingsley è stato sposato dal 1966 al 1972 con l'attrice televisiva Angela Morant, da cui ha avuto due figli: Jasmin e Thomas Alexis. Dal 1978 al 1992 è stato sposato con la regista teatrale Alison Sutcliffe, da cui ha avuto due figli, Edmund e Ferdinand, entrambi attori. Nel 2003 ha sposato Alexandra Christmann; i due si sono separati nel 2005, dopo che delle foto che ritraevano la moglie in atteggiamenti intimi con un altro uomo sono trapelate su internet. Dal 2007 è sposato con l'attrice e modella brasiliana Daniela Lavender.
Il 1º gennaio 2002 è stato insignito del titolo di Knight Bachelor, l'onorificenza cavalleresca più alta per un civile, dalla regina Elisabetta II presso Buckingham Palace per i servigi resi al cinema e al teatro britannici. La notizia della nomina è stata annunciata il 31 dicembre 2001, casualmente anche data del 58º compleanno dell'attore. Dopo essere stato nominato cavaliere, ha dichiarato: "vincere un Oscar in confronto diventa insignificante [...] è davvero qualcosa di insormontabile. Sono sempre stato affascinato dall'antico, dalla mitologia, da queste isole e dalla loro tradizione orale. Io stesso mi sento come un cantastorie e credo che ricevere il cavalierato ne sia il pieno riconoscimento." Notoriamente molto fiero del suo titolo, nel 2006 l'attore è stato al centro di numerose polemiche per via della scelta di farsi accreditare come "Sir Ben Kingsley" in Slevin - Patto criminale e per via della sua presunta abitudine a farsi chiamare col suo titolo completo sul set e dai giornalisti. Kingsley si è dissociato dall'avvenimento, definendolo "un passo falso dei produttori" e ha negato tale abitudine, dichiarando: "Se ho mai insistito con un mio collega sul set per essere chiamato 'Sir', sono profondamente dispiaciuto e mortificato. Non ricordo di averlo mai fatto, e io tendo a non dimenticare". Si è poi scusato anche per situazioni simili avvenute fuori dal set, dichiarando che gli eccessi di zelo riguardanti il suo titolo erano dovuti alla sua insicurezza, originata a causa del razzismo subito nell'infanzia e durante l'inizio della carriera per via delle sue origini indiane e al rapporto di ostilità con la madre, attrice anch'essa, che non aveva mai accettato né sostenuto i suoi successi.
Nel 1984 è stato insignito della quarta più elevata onorificenza civile indiana, il Padma Shri. Nel maggio del 2010 ha ricevuto la sua stella sulla Hollywood Walk of Fame.
Sempre impegnato in progetti etici e di solidarietà, il 27 gennaio 2015 ha tenuto il discorso ufficiale nel Giorno della Memoria, preparato dallo scrittore italiano Matteo Corradini, nel campo di concentramento di Theresienstadt durante la commemorazione internazionale Let My People Live. Nonostante il suo impegno contro l'antisemitismo e il gran numero di personaggi ebrei interpretati negli anni lo abbiano erroneamente identificato come tale, Kingsley non è ebreo. Nel 1994 ha dichiarato "potrei anche avere un minimo di sangue [...] ebraico da parte di mia madre, ma è una connessione talmente labile da risultare insignificante".

## Filmografia

### Attore

#### Cinema
- Gli ultimi sei minuti (Fear Is the Key), regia di Michael Tuchner (1973)
- Gandhi, regia di Richard Attenborough (1982)
- Tradimenti (Betrayal), regia di David Hugh Jones (1983)
- Tartaruga ti amerò (Turtle Diary), regia di John Irvin (1985)
- Harem, regia di Arthur Joffé (1985)
- Maurice, regia di James Ivory (1987)
- Testimony, regia di Tony Palmer (1988)
- L'isola di Pascali (Pascali's Island), regia di James Dearden (1988)
- Senza indizio (Without a Clue), regia di Thom Eberhardt (1988)
- Slipstream, regia di Steven Lisberger (1989)
- Una vita scellerata, regia di Giacomo Battiato (1990)
- O Quinto Macaco, regia di Éric Rochat (1990)
- The Children, regia di Tony Palmer (1990)
- L'amore necessario, regia di Fabio Carpi (1991)
- Bugsy, regia di Barry Levinson (1991)
- I signori della truffa (Sneakers), regia di Phil Alden Robinson (1992)
- Dave - Presidente per un giorno (Dave), regia di Ivan Reitman (1993)
- In cerca di Bobby Fischer (Searching for Bobby Fischer), regia di Steven Zaillian (1993)
- Schindler's List - La lista di Schindler, regia di Steven Spielberg (1993)
- La morte e la fanciulla (Death and the Maiden), regia di Roman Polański (1994)
- Specie mortale (Species), regia di Roger Donaldson (1995)
- La dodicesima notte (Twelfth Night), regia di Trevor Nunn (1996)
- The Assignment - L'incarico (The Assignment), regia di Christian Duguay (1997)
- Fotografando i fantasmi (Photographing Fairies), regia di Nick Willing (1997)
- Parting Shots, regia di Michael Winner (1999)
- The Confession, regia di David Hugh Jones (1998)
- Da che pianeta vieni? (What Planenet Are You From), regia di Mike Nichols (2000)
- Regole d'onore (Rules of Engagement), regia di William Friedkin (2000)
- Sexy Beast - L'ultimo colpo della bestia (Sexy Beast), regia di Jonathan Glazer (2000)
- Il trionfo dell'amore (The Triumph of Love), regia di Clare Peploe (2001)
- La casa stregata! (Spooky House), regia di William Sachs (2002)
- Tuck Everlasting - Vivere per sempre (Tuck Everlasting), regia di Jay Russell (2002)
- La casa di sabbia e nebbia (House of Sand and Fog), regia di Vadim Perelman (2003)
- Thunderbirds, regia di Jonathan Frakes (2004)
- Suspect Zero, regia di E. Elias Merhige (2004)
- Il risveglio del tuono (A Sound of Thunder), regia di Peter Hyams (2005)
- Oliver Twist, regia di Roman Polanski (2005)
- BloodRayne, regia di Uwe Boll (2005)
- Slevin - Patto criminale (Lucky Number Slevin), regia di Paul McGuigan (2006)
- L'ultima legione (The Last Legion), regia di Doug Lefler (2007)
- You Kill Me, regia di John Dahl (2007)
- Transsiberian, regia di Brad Anderson (2008)
- Fa' la cosa sbagliata (The Wackness), regia di Jonathan Levine (2008)
- Lezioni d'amore (Elegy), regia di Isabel Coixet (2008)
- War, Inc., regia di Joshua Seftel (2008)
- Love Guru (The Love Guru), regia di Marco Schnabel (2008)
- Fifty Dead Men Walking, regia di Kari Skogland (2008)
- Shutter Island, regia di Martin Scorsese (2010)
- Teen Patti, regia di Leena Yadav (2010)
- Prince of Persia - Le sabbie del tempo (Prince of Persia: The Sands of Time), regia di Mike Newell (2010)
- Hugo Cabret (Hugo), regia di Martin Scorsese (2011)
- Il dittatore (The Dictator), regia di Larry Charles (2012)
- Iron Man 3, regia di Shane Black (2013)
- Guida tascabile per la felicità (A Birder's Guide to Everything), regia di Rob Meyer (2013)
- A Common Man, regia di Chandran Rutnam (2013)
- Walking with the Enemy, regia di Mark Schmidt (2013)
- Ender's Game, regia di Gavin Hood (2013)
- Medicus (Der Medicus), regia di Philipp Stölzl (2013)
- War Story, regia di Mark Jackson (2014)
- Stonehearst Asylum, regia di Brad Anderson (2014)
- Guida per la felicità (Learning to Drive), regia di Isabel Coixet (2014)
- Robot Overlords, regia di Jon Wright (2014)
- Exodus - Dei e re (Exodus: Gods and Kings), regia di Ridley Scott (2014)
- Notte al museo - Il segreto del faraone (Night at the Museum: Secret of the Tomb), regia di Shawn Levy (2014)
- Life, regia di Anton Corbijn (2015)
- Self/less, regia di Tarsem Singh (2015)
- The Walk, regia di Robert Zemeckis (2015)
- Autobahn - Fuori controllo (Collide), regia di Eran Creevy (2016)
- Security, regia di Alain Desrochers (2017)
- Il tenente ottomano (The Ottoman Lieutenant), regia di Joseph Ruben (2017)
- Un uomo ordinario (An Ordinary Man), regia di Brad Silberling (2017)
- War Machine, regia di David Michôd (2017)
- Giochi di potere (Backstabbing for Beginners), regia di Per Fly (2018)
- Intrigo: Morte di uno scrittore (Intrigo: Death of an Author), regia di Daniel Alfredson (2018)
- Operation Finale, regia di Chris Weitz (2018)
- Night Hunter, regia di David Raymond (2018)
- Red Sea Diving (The Red Sea Diving Resort), regia di Gideon Raff (2019)
- Armi chimiche (Spider in the Web), regia di Eran Riklis (2019)
- Locked Down, regia di Doug Liman (2021)
- Shang-Chi e la leggenda dei Dieci Anelli (Shang-Chi and the Legend of the Ten Rings), regia di Destin Daniel Cretton (2021)
- Dalíland, regia di Mary Harron (2022)
- Jules, regia di Marc Turtletaub (2023)
- The Killer's Game, regia di J.J. Perry (2024)
- Guglielmo Tell, regia di Nick Hamm (2024)
- Il club dei delitti del giovedì (The Thursday Murder Club), regia di Chris Columbus (2025)

#### Televisione
- Pardon the Expression – serie TV, episodio 2x22 (1966)
- Orlando – serie TV, 6 episodi (1966)
- Coronation Street – serie TV 5 episodi (1966-1967)
- L'avventuriero (The Adventurer) – serie TV, episodio 1x26 (1973)
- A Misfortune, regia di Ken Loach – film TV (1973)
- Play for Today – serie TV, episodio 3x20 (1973)
- I racconti di Thomas Hardy (Wessex Tales), regia di Gavin Millarr – miniserie TV (1973)
- Antonio e Cleopatra (Anthony and Cleopatra), regia di Jon Scoffield – film TV (1974)
- The Love School – serie TV, 5 episodi (1974)
- Dickens of London – miniserie TV, episodi 1x09-1x10 (1976)
- The Velvet Glove – serie TV, episodio 1x05 (1977)
- Thank You, Comrades, regia di Jack Gold – film TV (1978)
- Crown Court – serie TV, 5 episodi (1978)
- BBC2 Playhouse – serie TV, episodio 6x02 (1979)
- Vikings! – serie TV, 3 episodi (1980)
- Le allegre comari di Windsor (The Merry Wives of Windsor), regia di David Hugh Jones – film TV (1982)
- Kean, regia di Raymund FitzSimons – film TV (1982)
- Oxbridge Blues – serie TV, episodio 1x07 (1984)
- Camille, regia di Desmond Davis – film TV (1984)
- Silas Marner: the Weaver of Raveloe, regia di Giles Foster – film TV (1985)
- Il segreto del Sahara, regia di Alberto Negrin – miniserie TV, 4 episodi (1988)
- Il treno di Lenin (Lenin: The Train), regia di Damiano Damiani – film TV (1988)
- Murderers Among Us: the Simon Wiesenthal Story, regia di Brian Gibson – film TV (1989)
- The War That Never Ends, regia di Jack Gold – film TV (1991)
- Giuseppe (Joseph), regia di Roger Young – miniserie TV (1995)
- Mosè (Moses), regia di Roger Young – miniserie TV (1995)
- Weapons of Mass Distraction, regia di Stephen Surjik – film TV (1997)
- La bottega degli orrori di Sweeney Todd (The Tale of Sweeney Todd), regia di John Schlesinger – film TV (1997)
- Delitto e castigo (Crime and Punishment), regia di Joseph Sargent – film TV (1998)
- Alice nel Paese delle Meraviglie (Alice in Wonderland), regia di Nick Willing – film TV (1999)
- La storia di Anna Frank (Anne Frank: The Whole Story) – miniserie TV, 2 episodi (2001)
- Mrs. Harris, regia di Phyllis Nagy – film TV (2005)
- I Soprano (The Sopranos) – serie TV, episodio 6x07 (2006)
- Garfunkel & Oates – serie TV, episodio 1x01 (2014)
- Tut - Il destino di un faraone (Tut) – miniserie TV, 3 episodi (2015)
- Wonder Man – miniserie TV (2025)

#### Cortometraggi
- All Heil the King, regia di Louis D'Esposito (2014)
- La meravigliosa storia di Henry Sugar (The Wonderful Story of Henry Sugar), regia di Wes Anderson (2023)
- Veleno (Poison), regia di Wes Anderson (2023)

### Doppiatore
- Freddie as F.R.O.7., regia di Jon Acevski (1992)
- A.I. - Intelligenza artificiale (A.I. Artificial Intelligence), regia di Steven Spielberg (2001)
- I dieci comandamenti (The Ten Commandments), regia di John Stronach, Bill Boyce (2007)
- Boxtrolls - Le scatole magiche (The Boxtrolls), regia di Graham Annable, Anthony Stacchi (2014)
- Dragonheart 3 - La maledizione dello stregone (Dragonheart 3: The Sorcerer's Curse), regia di Colin Teague (2015)
- Knight of Cups, regia di Terrence Malick (2015)
- Il libro della giungla (The Jungle Book), regia di Jon Favreau (2016)
- La collina dei conigli (Watership Down) – miniserie animata (2018)

### Produttore
- An Ordinary Man, regia di Brad Silberling (2017)

## Teatro (parziale)
- La bisbetica domata, di William Shakespeare. Royal Shakespeare Theatre di Stratford-upon-Avon, Aldwych Theatre di Londra (1967)
- La tragedia del vendicatore, di Thomas Middleton. Royal Shakespeare Theatre di Stratford-upon-Avon (1967), Ahmanson Theatre di Los Angeles (1968)
- Come vi piace, di William Shakespeare. Royal Shakespeare Theatre di Stratford-upon-Avon, Aldwych Theatre di Londra (1967), Ahmanson Theatre di Los Angeles (1968)
- Re Giovanni, di William Shakespeare. Royal Shakespeare Theatre di Stratford-upon-Avon (1968)
- Re Lear, di William Shakespeare. Royal Shakespeare Theatre di Stratford-upon-Avon (1968)
- Troilo e Cressida, di William Shakespeare. Royal Shakespeare Theatre di Stratford-upon-Avon (1968), Aldwych Theatre di Londra (1969)
- Molto rumore per nulla, di William Shakespeare. Royal Shakespeare Theatre di Stratford-upon-Avon (1968), Aldwych Theatre di Londra (1969)
- La fiera di San Bartolomeo, di Ben Jonson. Aldwych Theatre di Londra (1970)
- Misura per misura, di William Shakespeare. Royal Shakespeare Theatre di Stratford-upon-Avon (1970)
- Riccardo III, di William Shakespeare. Royal Shakespeare Theatre di Stratford-upon-Avon (1970)
- Sogno di una notte di mezza estate, di William Shakespeare. Royal Shakespeare Theatre di Stratford-upon-Avon (1970), Aldwych Theatre di Londra, Nederlander Theatre di Broadway (1971)
- La tempesta, di William Shakespeare. Royal Shakespeare Theatre di Stratford-upon-Avon (1970)
- Le allegre comari di Windsor, di William Shakespeare. Royal Shakespeare Theatre di Stratford-upon-Avon (1974)
- Amleto, di William Shakespeare. The Other Place di Stratford-upon-Avon (1975)
- Un uomo è un uomo, di Bertolt Brecht. The Other Place di Royal Shakespeare Theatre di Stratford-upon-Avon (1975), The Roundhouse di Londra (1976)
- Volpone, di Ben Jonson. National Theatre di Londra (1977)
- Il giardino dei ciliegi, di Anton Čechov. National Theatre di Londra (1978)
- Baal, di Bertolt Brecht. The Other Place di Royal Shakespeare Theatre di Stratford-upon-Avon (1979)
- Le allegre comari di Windsor, di William Shakespeare. Royal Shakespeare Theatre di Stratford-upon-Avon (1979), Aldwych Theatre di Londra (1980)
- Cimbelino, di William Shakespeare. Royal Shakespeare Theatre di Stratford-upon-Avon (1979)
- Giulio Cesare, di William Shakespeare. Royal Shakespeare Theatre di Stratford-upon-Avon (1979)
- The Life and Adventures of Nicholas Nickleby, da Charles Dickens. Aldwych Theatre di Londra (1980)
- Morte di un commesso viaggiatore, di Arthur Miller. Sidney (1982)
- Edmund Kean, di Raymund Fitzsimons. Brooks Atkinson Theatre di Broadway (1983)
- Otello, di William Shakespeare. Royal Shakespeare Theatre di Stratford-upon-Avon (1985), Barbican Centre di Londra (1986)
- Aspettando Godot, di Samuel Beckett. Old Vic di Londra (1996)

## Riconoscimenti
- 1983 - Oscar al miglior attore per Gandhi
- 1983 - Golden Globe per il miglior attore in un film drammatico per Gandhi
- 1983 - Golden Globe al miglior attore esordiente per Gandhi
- 1983 - BAFTA al miglior attore protagonista per Gandhi
- 1983 - BAFTA al miglior attore esordiente per Gandhi
- 1983 - Kansas City Film Critics Circle Award per il miglior attore per Gandhi
- 1983 - National Board of Review Award al miglior attore per Gandhi
- 1985 - Grammy per il miglior album parlato per Gandhi
- 1992 - Candidato all'Oscar al miglior attore non protagonista per Bugsy
- 1992 - Candidato al Golden Globe per il miglior attore non protagonista per Bugsy
- 1993 - Candidato al BAFTA al miglior attore non protagonista per Schindler's List - La lista di Schindler
- 2001 - Boston Society of Film Critics Award per il miglior attore non protagonista per Sexy Beast - L'ultimo colpo della bestia
- 2001 - British Independent Film Award al miglior attore per Sexy Beast - L'ultimo colpo della bestia
- 2001 - Satellite Award per il miglior attore non protagonista per Sexy Beast - L'ultimo colpo della bestia
- 2001 - Candidato al Chicago Film Critics Association Award per il miglior attore non protagonista per Sexy Beast - L'ultimo colpo della bestia
- 2001 - Candidato al Los Angeles Film Critics Association Award al miglior attore non protagonista per Sexy Beast - L'ultimo colpo della bestia
- 2001 - Candidato al New York Film Critics Circle Award al miglior attore non protagonista per Sexy Beast - L'ultimo colpo della bestia
- 2002 - Candidato all'Oscar al miglior attore non protagonista per Sexy Beast - L'ultimo colpo della bestia
- 2002 - Candidato al Golden Globe per il miglior attore non protagonista per Sexy Beast - L'ultimo colpo della bestia
- 2002 - Critics' Choice Award al miglior attore non protagonista per Sexy Beast - L'ultimo colpo della bestia
- 2002 - Candidato al Screen Actors Guild Award per il miglior attore non protagonista cinematografico per Sexy Beast - L'ultimo colpo della bestia
- 2002 - European Film Awards per il miglior attore per Sexy Beast - L'ultimo colpo della bestia
- 2003 - Candidato al Critics' Choice Award al miglior attore per La casa di sabbia e nebbia
- 2003 - Candidato al Chicago Film Critics Association Award per il miglior attore per La casa di sabbia e nebbia
- 2003 - Candidato al Screen Actors Guild Award per il miglior attore cinematografico per La casa di sabbia e nebbia
- 2004 - Candidato all'Oscar al miglior attore per La casa di sabbia e nebbia
- 2004 - Candidato al Golden Globe per il miglior attore in un film drammatico per La casa di sabbia e nebbia
- 2004 - Candidato all'Independent Spirit Award per il miglior attore protagonista per La casa di sabbia e nebbia
- 2007 - Candidato al Satellite Award per il miglior attore in un film commedia o musicale per You Kill Me
- 2012 - Candidato al Saturn Award per il miglior attore per Hugo Cabret
- 2014 - Candidato al Saturn Award per il miglior attore non protagonista per Iron Man 3

## Doppiatori italiani
Nelle versioni in italiano dei suoi film, Ben Kingsley è stato doppiato da:
- Stefano De Sando in Delitto e castigo, Il trionfo dell'amore, Thunderbirds, Slevin - Patto criminale, Prince of Persia - Le sabbie del tempo, Il dittatore, Iron Man 3, Ender's Game, Medicus, Exodus - Dei e re, Tut - Il destino di un faraone, Autobahn - Fuori controllo, Security, War Machine, Giochi di potere, Operation Finale, Armi chimiche, Shang-Chi e la leggenda dei Dieci Anelli, Jules, Il club dei delitti del giovedì
- Dario Penne in I signori della truffa, Giuseppe, The Assignment - L'incarico, Fotografando i fantasmi, Da che pianeta vieni?, Sexy Beast - L'ultimo colpo della bestia, La casa stregata!, La casa di sabbia e nebbia, Transsiberian, Fa' la cosa sbagliata, Shutter Island, Hugo Cabret, Guida tascabile per la felicità, Robot Overlords, Il tenente ottomano, Spielberg[33]
- Luca Biagini in Lezioni d'amore, Self/less, Night Hunter, Red Sea Diving, La meravigliosa storia di Henry Sugar, Veleno, The Killer's Game, Guglielmo Tell
- Franco Zucca in In cerca di Bobby Fischer, Schindler's List - La lista di Schindler, The Confession, L'ultima legione, War, Inc., Life
- Sergio Di Stefano in Tartaruga ti amerò, Bugsy, La 12ª notte, I Soprano, BloodRayne
- Sergio Graziani in Maurice, Il treno di Lenin, Oliver Twist
- Ennio Coltorti in La bottega degli orrori di Sweeney Todd, La storia di Anna Frank, Tuck Everlasting - Vivere per sempre
- Natalino Libralesso in Harem, Il risveglio del tuono
- Riccardo Cucciolla in L'isola di Pascali, Il segreto del Sahara
- Pietro Biondi in La morte e la fanciulla, Alice nel Paese delle Meraviglie
- Francesco Pannofino in Mosè, Suspect Zero
- Giorgio Lopez in Regole d'onore, Stonehearst Asylum
- Sandro Iovino ne Gli ultimi sei minuti
- Sergio Fantoni in Gandhi
- Sergio Di Giulio in Le allegre comari di Windsor
- Michele Kalamera in Tradimenti
- Piero Tiberi in Senza indizio
- Eros Pagni in Cellini - Una vita scellerata
- Adalberto Maria Merli ne L'amore necessario
- Renato Cortesi in Dave - Presidente per un giorno
- Renzo Stacchi in Specie mortale
- Nino Prester in Mrs. Harris
- Omero Antonutti in Love Guru
- Andy Luotto in Notte al museo - Il segreto del faraone
- Massimo Lopez in The Walk
- Antonio Sanna in Locked Down
- Gianni Giuliano in Daliland

Da doppiatore è sostituito da
- Dario Penne in A.I. - Intelligenza artificiale, La collina dei conigli
- Mino Caprio in Freddie as F.R.O.7
- Massimo Lopez in Boxtrolls - Le scatole magiche
- Luca Biagini in Dragonheart 3 - La maledizione dello stregone
- Rodolfo Bianchi in Knight of Cups
- Toni Servillo in Il libro della giungla